# Пихтовка (Новосибирская область)
Пихто́вка — село в Колыванском районе Новосибирской области. Административный центр Пихтовского сельсовета.

## География
Расположено в 120 километрах к северу от Новосибирска, в 80 километрах к северу от Колывани, на реке Бакса (приток Шегарки). Бывшая тупиковая железнодорожная станция.
Площадь села — 321 гектар.

### Природа и климат
Пихтовка расположена в подзоне южной тайги. К северу от Пихтовки начинается тайга, состоящая из берёзы, обыкновенной сосны, ели, кедра, встречаются пихта, лиственница, осина. Почвы подзолистые. В окрестностях села обитают бурый медведь, лось, лиса, норка, ондатра, белка, заяц, бурундук, колонок. Для окрестностей Пихтовки характерно большое разнообразие птиц: утки различных видов, тетерева, глухари, рябчик, куропатки, сороки, дятлы и другие.
Климат Пихтовки континентальный с чётко выраженными сезонами года.

## Население
| 2002 | 2007 | 2010 |
| ---- | ---- | ---- |
| 977  | →977 | ↘673 |

Во второй половине XX века наблюдалось устойчивое снижение численности населения Пихтовки. В 1950-х годах в Пихтовке проживало 6000 жителей, в 1987 году — 1700, в 1996—1363, в 2007—977.

## История
Датой основания Пихтовки по одной версии считается 1741 год, по другим данным — 1790 год.
Первыми жителями села стали старообрядцы, которые начали строить дома по обе стороны реки.
Село развивалось медленно из-за удалённости от основных транспортных путей Сибири, расстояние от села до Колывани, через которую проходил Сибирский тракт, составляло 90 километров. К тому же состояние этой дороги было неудовлетворительное; в летнее время до Колывани добраться можно было только верхом на лошади, а зимой — на санях. Как и западнее расположенное село Пономарёвка, это был в XIX и первой половине XX веков форпост в топи севернее раскинувшегося гигантского Васюганского болота Западной Сибири в виде его южной подсистемы у Пихтовки — большого Бакчарского болота.
В дореволюционный период главным административным лицом Пихтовки являлся сотский. Основным занятием населения села было сельское хозяйство. Со временем в Пихтовке появились купцы, скупавшие сельскохозяйственную продукцию у крестьян. В XIX веке и до 1920-х годов селение относилось сначала к территории Чаинской инородной волости Томского уезда Томской губернии, а с 1914 — к Баксинской волости, которая с 1917 года вошла в состав Ново-Николаевского уезда.

### После революции 1917 года
С 1925 по 1930 год Пихтовка относилась к Сибирскому краю РСФСР. В конце 1920-х годов здесь, а также севернее и северо-восточнее территория стала относиться к системе формируемого ГУЛАГа — к обширной Шегарской спецкомендатуре Сиблага ОГПУ/НКВД СССР. Отсюда и далее на просторах к северу до самого Нарымского края в 1930-х — 1950-х годах были созданы многочисленные лагерные пункты и местные спецкомендатуры.
С 1930 по 1937 год Пихтовка относилась к Западно-Сибирскому краю РСФСР. С 1937 году вошла в состав Новосибирской области.
Развитие села в советский период было, в том числе, тесно связано со строительством Трансиба и лесоперерабатывающей промышленности. Комсомольцы 1920-х годов начали сооружать железнодорожную ветку, которая должна была соединить Транссиб с районами лесоразработок в таёжной системе Бакчарского болота. За шесть лет было построено 77 километров до станции Пенек. В 1930-х годах контингент строителей сменился, пихтовскую трассу продолжили строить репрессированные из лагпунктов Сиблага. До конца 1950-х годов от Пихтовки до северных бакчарских сёл Поротниково, Бакчар, Плотниково и к многочисленным гибельным лесоповалочным лагерным пунктам в глухой тайге и у болотных топей в период суровых сибирских морозов действовали почти на тысячу километров гужевые и тракторные зимники.
В 1932—1936 годах в Пихтовке появились колхозы.
В 1935 году Пихтовка стала центром Пихтовского района. В 1940 году Пихтовка и её окрестности стали местом ссылки политических заключённых. Ссыльные имели право работать, но должны были регулярно отмечаться в комендатуре и не могли выезжать за пределы села без специального разрешения. Из известных ссыльных в Пихтовке проживали:
- Овчинников, Георгий Иванович — командир 21-й Пермской стрелковой дивизии,
- Светлана Гурвич (1949—1963) — дочь Николая Бухарина[8],
- Майя Петерсон (1949—1957) — дочь первого коменданта Кремля Рудольфа Петерсона[9],
- Анастасия Цветаева (1949—1956) — сестра поэтессы Марины Цветаевой, написавшая в Пихтовке книгу «Моя Сибирь»[10].

### Военное и послевоенное время
Во время Великой Отечественной войны бакчарский «пихтовский лес» использовался в оборонной промышленности, напрямую поступая в Ижевск, Тулу, на шахты Кузбасса. В 1947 году рельсы протянулись уже на 120 километров, проходя через сёла Коноваловка, Лаптевка, Орловка, Ершовка, Мальчиха, Марчиха. От Пихтовки были построены лесовозные узкоколейки, уходившие в тайгу.
В сентябре 1955 года село утратило статус райцентра в связи с упразднением Пихтовского района и вхождением его территории в состав Колыванского района. С конца 1950-х годов постепенно исчезли все тракторные зимники до лесодобывающих посёлков на бакчарских таёжно-болотных просторах.
Тем не менее село продолжало развиваться, были открыты школа, большая амбулатория, клуб, маслозавод. Пихтовка была радиофицирована, в село было проведено электричество, произведено подключение к телефонной сети, у жителей села появились телевизоры, приёмники, стиральные машины, холодильники, новая мебель, просторные дома. В 1972 году был построен новый дом культуры, в 1988 году школа обрела новое здание. На закате советской власти в Пихтовке функционировали 12 магазинов, три крупных леспромхоза.
В 1990-х годах многие предприятия были закрыты, население Пихтовки и её окрестностей стало уменьшаться из-за миграционного оттока.

## Экономика
В советское время население в основном занималось лесозаготовками и сельским хозяйством. Лес вывозили автомобильным транспортом или по узкоколейке. В Пихтовке производили пиловочный и фанерный кряж, спичечный кряж, лыжи, тарную дощечку, балочные стойки. После распада СССР лесозаготовки существенно сократились, пихтовский лесхоз главным образом стал выполнять лесозащитную функцию. Лесозаготовками в Пихтовке стали заниматься поселившиеся в ней китайцы. В самой Пихтовке возник дефицит рабочих мест.

## Транспорт
В 1952 году в связи с повышенной потребностью в лесоматериале было принято решение продлить Кокошинскую ветку Западно-Сибирской железной дороги до села Пихтовка, от которого одновременно началось строительство узкоколейной железной дороги вглубь лесной зоны. К концу 1952 года узкоколейка была введена в строй, а в 1953 году её длина достигла 25 км.
В июне 1955 года было завершено сооружение железнодорожного моста через Баксу, позволившего к концу года закончить строительство Кокошинской ветки широкой колеи.
В 1960-х годах из Пихтовки выполнялись регулярные рейсы в аэропорт «Северный» города Новосибирска, а также существовало регулярное автобусное сообщение с Новосибирском и Колыванью. В начале 1970-х годов в Пихтовке было построено здание аэровокзала.
В 1972 году в черте села был сооружён автомобильный мост через Баксу.
В 1993 году здание аэровокзала было ликвидировано. Также в 1990-е годы была разобрана железная дорога, в связи с чем более трёх тысяч жителей пихтовских окрестностей потеряли работу и дорогу во внешний мир.
Частная туристическая фирма «Братья Говор» реконструировала 36 километров узкоколейки от Пихтовки в лесную зону для желающих отдохнуть, порыбачить, собрать грибы и кедровые шишки.